# 니야마역
니야마역(일본어: 仁山駅 니야마에키[*])은 일본 홋카이도 가메다 군 나나에정에 있는 홋카이도 여객철도 하코다테 본선의 철도역이다.

## 역 구조
2면 2선의 상대식 승강장이 있는 지상역이다. 붉은 색조의 지붕이 있는 목조 역사가 있으며 양 승강장은 구내에 있는 건널목으로 연결되어 있다. 역은 구배 상에 위치하고 있으며, 때문에 과거 기관차 견인 보통 열차가 사용했었던 가속선의 흔적이 남아있다.
CTC화 이전에는 운전요원 등 역무원이 배치되어 있었으나, 현재는 나나에 역에서 관리하는 무인역이다. 야간의 연락처는 고료카쿠 역으로 설정되어 있다.

### 승강장
| 상행 | ■ 하코다테 본선 | 나나에 · 고료카쿠 · 하코다테 방면 |
| 하행 | ■ 하코다테 본선 | 오누마 · 모리 · 오샤만베 방면     |

## 역 주변
- 니야마 고원 스키장
- 나나에 발전소
- 나나에 정립 도게시타 초등학교

## 역사
- 1936년 9월 15일 - 일본국유철도의 신호장으로 설치됨.
- 1943년 - 임시 승강장으로 여객 취급 개시.
- 1987년 4월 1일 - 일본국유철도 분할 민영화로 홋카이도 여객철도가 계승. 동시에 역으로 승격됨.
- 2007년 10월 - 역 번호 부여. H69.

## 인접한 역
| 홋카이도 여객철도 하코다테 본선    | 홋카이도 여객철도 하코다테 본선 | 홋카이도 여객철도 하코다테 본선 |
| ---------------------------------- | ------------------------------- | ------------------------------- |
| H70 신하코다테호쿠토 하코다테 방면 | ■ 하코다테 본선                 | H68 오누마 오샤만베 방면        |